# Abancourt (Noorderdepartement)
Abancourt is een gemeente in het Franse Noorderdepartement (regio Hauts-de-France) en telt 433 inwoners (1999). De plaats maakt deel uit van het arrondissement Cambrai.

## Geografie
De oppervlakte van Abancourt bedraagt 5,7 km², de bevolkingsdichtheid is 76,0 inwoners per km². De plaats ligt op 56 m hoogte. De onderstaande kaart toont de ligging van Abancourt (Noorderdepartement) met de belangrijkste infrastructuur en aangrenzende gemeenten.

## Etymologie
De eerste vermelding was in 1121 als Abuncourth, ofwel curtis (hof) van Abbo.

## Bezienswaardigheden
- De Sint-Maartenskerk (Saint-Martin) is gebouwd na de Eerste Wereldoorlog. Ze heeft fresco's van Flament.

## Nabijgelegen kernen
Bantigny, Blécourt, Sancourt, Fressies, Hem-Lenglet

## Demografie
Onderstaande figuur toont het verloop van het inwonertal (bron: INSEE-tellingen).